# Sklop kuća u Domljanima
Sklop kuća u zaseoku Domljanima, selo Poljica, općina Podbablje, predstavlja zaštićeno kulturno dobro.

## Opis dobra
Vrijeme nastanka je 19. i 20. stoljeće. Sklop kuća Domljan nalazi se u naselju Poljica, zaseoku Domljani. Sastoji se od stambene katnice s dvostrešnim krovom, uz koju je prislonjena pojata, te danas ruševne stambene prizemnice i manje katnice koje su izgrađene nasuprot katnice s pojatom, organizirane u stambeno-gospodarski sklop ograđen kamenim zidom u koji se ulazi kamenim stubama kroz široki lučni otvor. Sklop Domljan građen je tijekom 19. i 20. stoljeća.

## Zaštita
Pod oznakom Z-4005 zaveden je kao nepokretno kulturno dobro - pojedinačno, pravna statusa zaštićena kulturnog dobra, klasificirano kao "stambeno-poslovne građevine".